# Aljaska
Aljáska (angleško Alaska) je najsevernejša in predzadnja (49. po vrsti, pridružena leta 1959) pridružena zvezna država ZDA. ZDA so jo 18. oktobra 1867 za 7,2 milijona dolarjev (leta 2021 bi bilo to z upoštevanjem inflacije vredno okoli 135 milijonov USD) odkupile od carske Rusije.
Leži na kontinentu Severne Amerike in je tudi največja ter najhladnejša zvezna država na tej celini. Glavno mesto Aljaske je Juneau, ki je šele tretje največje v državi (za Anchorageom in Fairbanksom, ki ga presega le za nekaj sto ljudi) in je dobilo ime po Josephu Juneauju, rudarju, ki je leta 1880 blizu njega našel zlato.    
Aljaska je pokrita s prostranimi gozdovi in z mogočnimi gorami. V zimskem času dosežejo temperature tudi do −60 stopinj Celzija, poletja pa so lahko zelo vroča.

## Geografija
Aljaska leži na skrajnem severo-zahodu Severne Amerike, od preostalih zveznih držav ZDA pa jo loči približno 800 km. Na vzhodu meji na kanadski zvezni državi Jukon in Britanska Kolumbija, na jugu na Aljaški zaliv in Tihi ocean, na zahodu na Beringovo morje, Beringov preliv in Čukotsko morje, na severu pa na Arktični ocean. 
Teritorialno morje Aljaske se v Beringovem prelivu dotika teritorialnega morja Rusije, meja poteka med Diomedovima otokoma, ki sta eden od drugega oddaljena manj kot 5 km. Ker se nekateri otoki Aleutov nahajajo na vzhodni polobli, je Aljaska tehnično najbolj vzhodna in hkrati najbolj zahodna zvezna država v ZDA, pa tudi najbolj severna. 
Je največja zvezna država v ZDA, ki pokriva površino 1.518.800 km2, več kot dvakrat toliko kot naslednja največja - Teksas. Če bi bila suverena država, bi bila po velikosti 19. največja na svetu.

## Podnebje
Podnebje v južnih in jugovzhodnih predelih Aljaske je oceansko, z najbolj vlažnim vremenom in najvišjimi povprečnimi temperaturami na celotnem ozemlju Aljaske. Območje »ročaja« na jugovzhodu Aljaske z glavnim mestom Juneau in manjšim mestom Ketchikan je skupaj z vzhodnimi otoki Aleutov edino v tej zvezni državi, kjer so temperature tudi pozimi nad ničlo.
V največjem mestu Anchorage in južnem delu osrednje Aljaske je podnebje subarktično z zelo kratkimi poletji. Kljub temu je zaradi bližine morja razmeroma blago v primerjavi s severnimi predeli in notranjostjo Aljaske. Za mesto Anchorage z okolico sta prav tako značilni večja povprečna količina snega in manjša povprečna količina dežja v primerjavi z »ročajem« Aljaske.
V notranjosti Aljaske in mestu Fairbanks je podnebje subarktično. V teh predelih so namerili tako najvišjo kot najnižjo temperaturo na celotnem ozemlju Aljaske: 38 °C v kraju Fort Yukon 27. junija 1915 oziroma −62 °C v kraju Prospect Creek 23. januarja 1971.
Na severu Aljaske je podnebje arktično, z dolgimi in ostrimi zimami ter kratkimi in hladnimi poletji. Na tem območju je tudi julija povprečna temperatura okoli 1 °C. Tako v notranjosti kot na severu Aljaske je povprečna količina padavin nizka.

## Prebivalstvo
Skupno število prebivalcev Aljaske je 732.673 (2021), kar pomeni izredno redko poselitev (le pol prebivalca na kvadratni kilometer ali eden človek na 2 km2). Največje mesto v državi je Anchorage s skoraj 300.000, v širšem metropolitanskem območju pa približno 400.000 ljudmi, kar je večina prebivalstva te države, drugo največje in obenem največje celinsko mesto pa je Fairbanks (32.500 prebivalcev), ki je le malenkost večje od prestolnice Juneau. Ta tri mesta na Aljaski so edina z več kot 10.000 prebivalci.
Na Aljaski živijo Aleuti, prvotni prebivalci, ki so v davni preteklosti prišli na ameriško celino iz osrednje Azije, Indijanci in Inuiti. Aleuti se preživljajo z ribolovom, Indijanci in Inuiti pa z lovom na severne jelene in severne medvede. Za pomoč pri delu so si vzredili pasjo pasmo aljaški malamut.

## Zgodovina
Na Aljasko so se v začetku 20. stoletja odpravljali iskat zlato. Ob rekah in rudnikih so izpirali in kopali zlato. Le redki med njimi so zares obogateli. Večina je pomrla zaradi mraza. Mnogi so bili žrtve divjih živali, nekatere pa so zaradi lakomnosti ubili drug iskalci zlata. Tudi danes je ozemlje redko poseljeno; majhna enomotorna letala so na Aljaski običajno prevozno sredstvo.